# Realejo

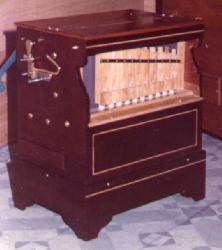
Realejo argentino

Realejo é um instrumento musical que toca uma música predefinida quando se gira uma manivela.
O realejo é uma espécie de órgão mecânico portátil que tem um ou vários foles, com um teclado.
Funciona por meio de uma manivela a acionar simultaneamente os foles e um cilindro dentado munido de pontas de bronze que abrem as válvulas dos tubos do órgão, para a produção das diferentes notas.
Em algumas regiões do nordeste do Brasil e Portugal, a harmónica é chamada realejo. Igualmente em Portugal, a designação também  serve para designar a sanfona, instrumento musical cuja origem medieval está associada à Península Ibérica (não confundir com o acordeão cromático, cuja designação sanfona também é utilizada no Brasil para designar este instrumento). 

## Galeria

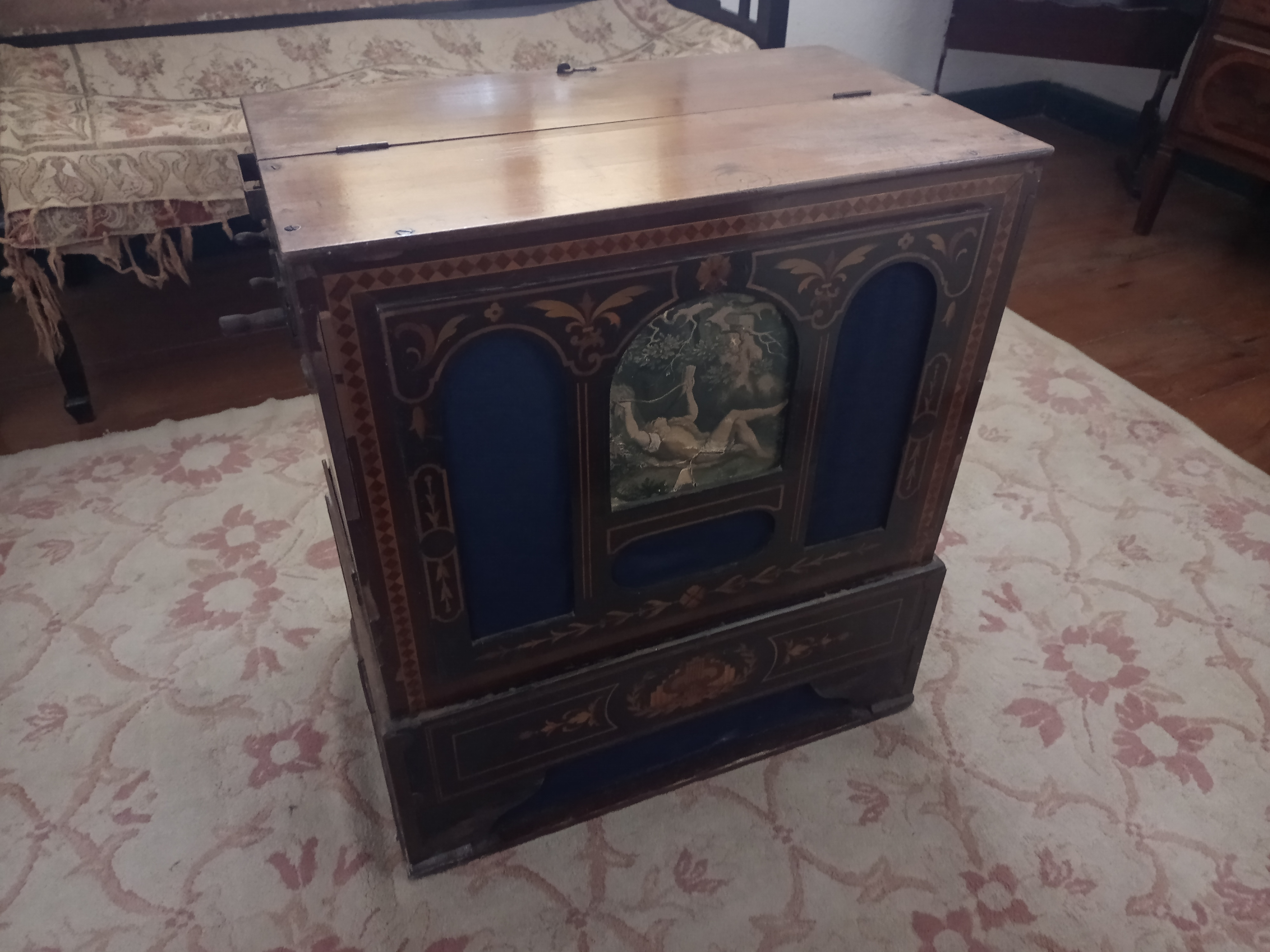
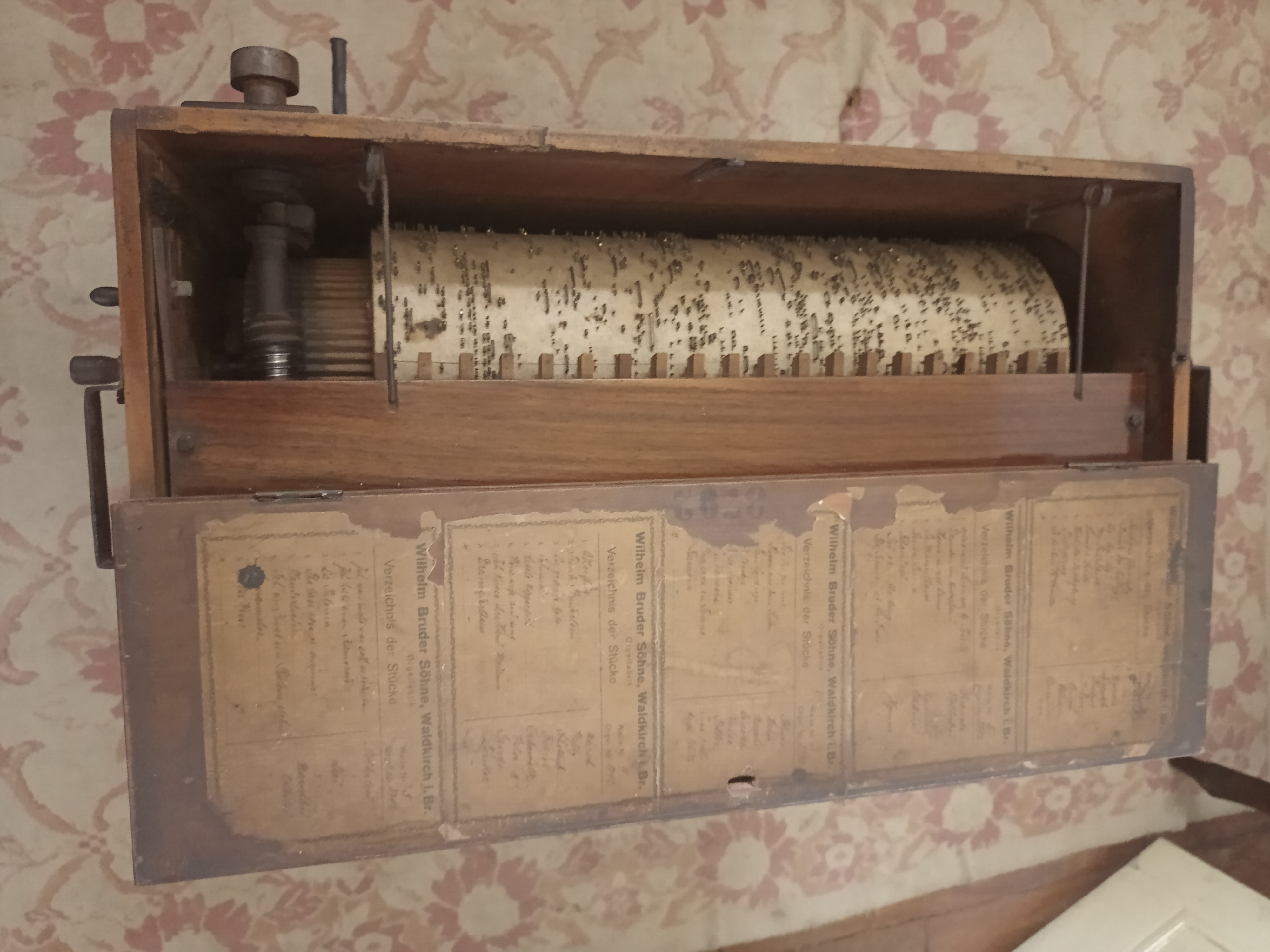
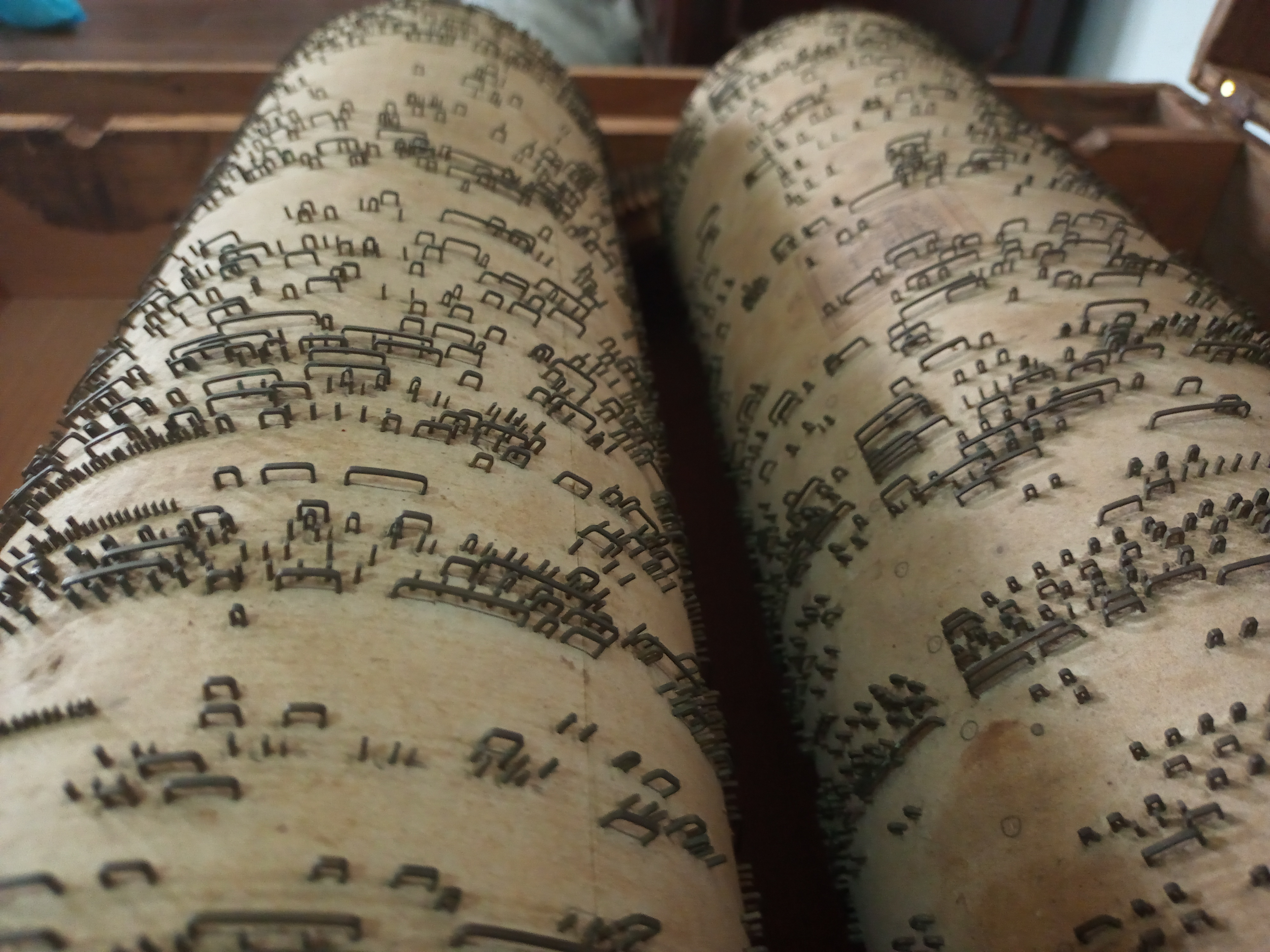
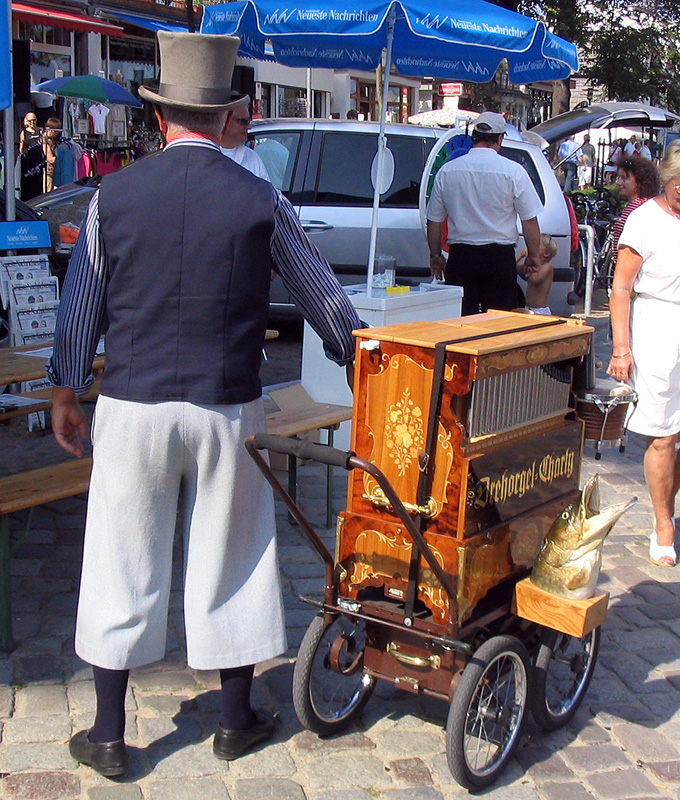